# (7307) Takei
(7307) Takei (1994 GT9) – planetoida z pasa głównego asteroid okrążająca Słońce w ciągu 4 lat i 197 dni w średniej odległości 2,74 j.a. Została odkryta 13 kwietnia 1994 roku w Nachi-Katsuura Observatory przez Yoshisadę Shimizu i Takeshi Uratę. Nazwa planetoidy pochodzi od nazwiska aktora George Takei, odtwarzającego postać sternika okrętowego Hikaru Sulu na statku Enterprise w serialu telewizyjnym Star Trek: Seria oryginalna. Nazwa planetoidy została zaproponowana przez T.H. Burbine.